# Aleksandr Kurosh
Aleksandr Gennadievich Kurosh (en russe : Алекса́ндр Генна́диевич Ку́рош, né le 6 (19 selon le calendrier grégorien) janvier 1908 à Iartsevo près Smolensk et mort à Moscou le 18 mai 1971) est un mathématicien soviétique, connu pour ses travaux en algèbre générale. On lui doit le premier livre moderne en théorie des groupes ; la première édition de son livre  Теория групп (théorie des groupes) est publiée en 1944.

## Biographie
Kurosh commence des études à l'université de Smolensk. Il suit son mentor Pavel Aleksandrov à l'université d'État de Moscou en 1929 ; il devient assistant en 1930, puis lecteur en 1932. Il soutient son doctorat en 1936 à l'Université d'État de Moscou sous la direction de Pavel Aleksandrov. En 1937, il devient professeur à cette université, et de 1949 à sa mort, il occupe la chaire d'algèbre supérieur à cette université.  

## Travaux
Il s'intéresse à la théorie générale des groupes dès le début de ses recherches. Il est influencé dans cette recherche par Pavel Aleksandrov qui lui-même a suivi des cours donnés à Moscou en 1930 par Emmy Noether, et par Otto Yulyevich Schmidt (en). Il obtient de nombreux résultats sur la théorie algébrique des groupes, seul ou avec ses élèves ; ainsi, il dirige à partir de 1938 les travaux de thèse de Sergei Chernikov (en) avec qui il établit d'importantes propriétés de groupes finis et infinis ; ils découvrent la famille des groupes de Kurosh-Chernikov et publient de nombreux articles communs. Son influence considérable est reflété par le nombre de ses descendants académiques : il a en tout près de 700 descendants. Il est connu pour son théorème(Untergruppensatz) de caractérisation des sous-groupes du produit libre de groupes.
Kurosch était depuis 1933 membre du conseil de la Société mathématique de Moscou  dont il était aussi plusieurs fois vice-président. En 1970, il est élu membre de l’Académie allemande des sciences Leopoldina.

## Publications (sélection)
De nombreux articles sont écrits en allemand. Certains de ses livres ont été traduits en anglais, allemand et français.
- Aleksandr G. Kurosh (trad. J. P. Peaudecerf et Gérard Lallement), Algèbre générale, Paris, Dunod, coll. « Collection universitaire de mathématiques », 1967, xii+325 (SUDOC 004780736).
- Alexander G.  Kurosch, Gruppentheorie, Berlin, Akademie Verlag, 1953, 1956, 1970, 1972 2 volumes[3].
- Alexandre Kouroch (trad. Léonid Franck), Cours d'algèbre supérieure, Moscou, Éd. Mir, 1973, 443 p. (SUDOC 012589861)
- Alexander Gennadjewitsch Kurosch, Zur Theorie der Kategorien, Berlin, Deutscher Verlag der Wissenschaften, 1963

- Alexander Gennadjewitsch Kurosch, « Zur Zerlegung unendlicher Gruppen », Mathematische Annalen, vol. 106,‎ 1932, p. 107-113 (lire en ligne).
- Alexander Gennadjewitsch Kurosch, « Über freie Produkte von Gruppen », Mathematische Annalen, vol. 108,‎ 1933, p. 26-36 (lire en ligne).
- Alexander Kurosch, « Die Unterprodukte der freien Produkte von beliebigen Gruppen », Mathematische Annalen, vol. 109,‎ 1934.
- Aleksandr  G. Kurosh et Sergeï N. Chernikov, « Solvable and nilpotent groups », Uspekhi Mat. Nauk, vol. 2, no 3(19),‎ 1947, p. 18-59 (lire en ligne).

## Articles liés
- Théorème de Kurosh sur les sous-groupes
- Problème de Kurosh (en)